# Будка железной дороги 312 км
Будка железной дороги 312 км — деревня в Сафоновском районе Смоленской области России. Входит в состав Барановского сельского поселения.

## География
Расположена в центральной части области в 1,5 км к востоку от Сафонова, в 3 км южнее автодороги М1 «Беларусь», на берегу реки Вопец. В 4 км западнее деревни расположена железнодорожная станция Сафоново на линии Москва — Минск.

## История
Населённый пункт появился при строительстве железной дороги. В селении жили семьи тех, кто обслуживал железнодорожную инфраструктуру.
В годы Великой Отечественной войны деревня была оккупирована гитлеровскими войсками в сентябре 1941 года, освобождена в марте 1943 года.

## Население
Население деревни составляет 22 жителя (2007 год) (учитывалось в составе деревни Будка железной дороги 312-314 км).

## Инфраструктура
Путевое хозяйство Смоленского направления Московской железной дороги.

## Транспорт
Железнодорожный транспорт.